# Vecekrugo kopa
Vecekrugo kopa, nazývaný také Vecekrugo kalnas nebo Senosios Smuklės kopa, je písečná duna/kopec s nadmořskou výškou 67,2 m v Litvě. Je to nejvyšší geografický bod Kurské kosy. Patří k vesnici Preila v seniorátu Preilos-Pervalkos seniūnija v městě/okrese Neringa v Klaipėdském kraji. Leží v krajinné rezervaci Karvaičiai, která je součástí národního parku Kurská kosa.

## Další informace
Vecekrugo kopa je osázen lesy a kosodřevinami skandinávských borovic, které zde byly uměle vysazeny. Duna se nachází přibližně 1,5 km jižně od Preily, v blízkosti břehu Kurského zálivu Baltského moře. Je to populární turistický cíl. Na vrcholu, který je písčitý, je vyhlídka na Kurskou kosu, Kurský záliv a Baltské moře, a také dřevěná nezastřešená rozhledna Vecekrugo apžvalgos bokštelis. Na úpatí kopce kdysi stával hostinec a to vedlo k současnému názvu duny, kde v kurštině slovo „vece“ = „starý“ a „kruogs“ = „hostinec“. Na vrchol vede turistická stezka a cyklostezka.

## Galerie

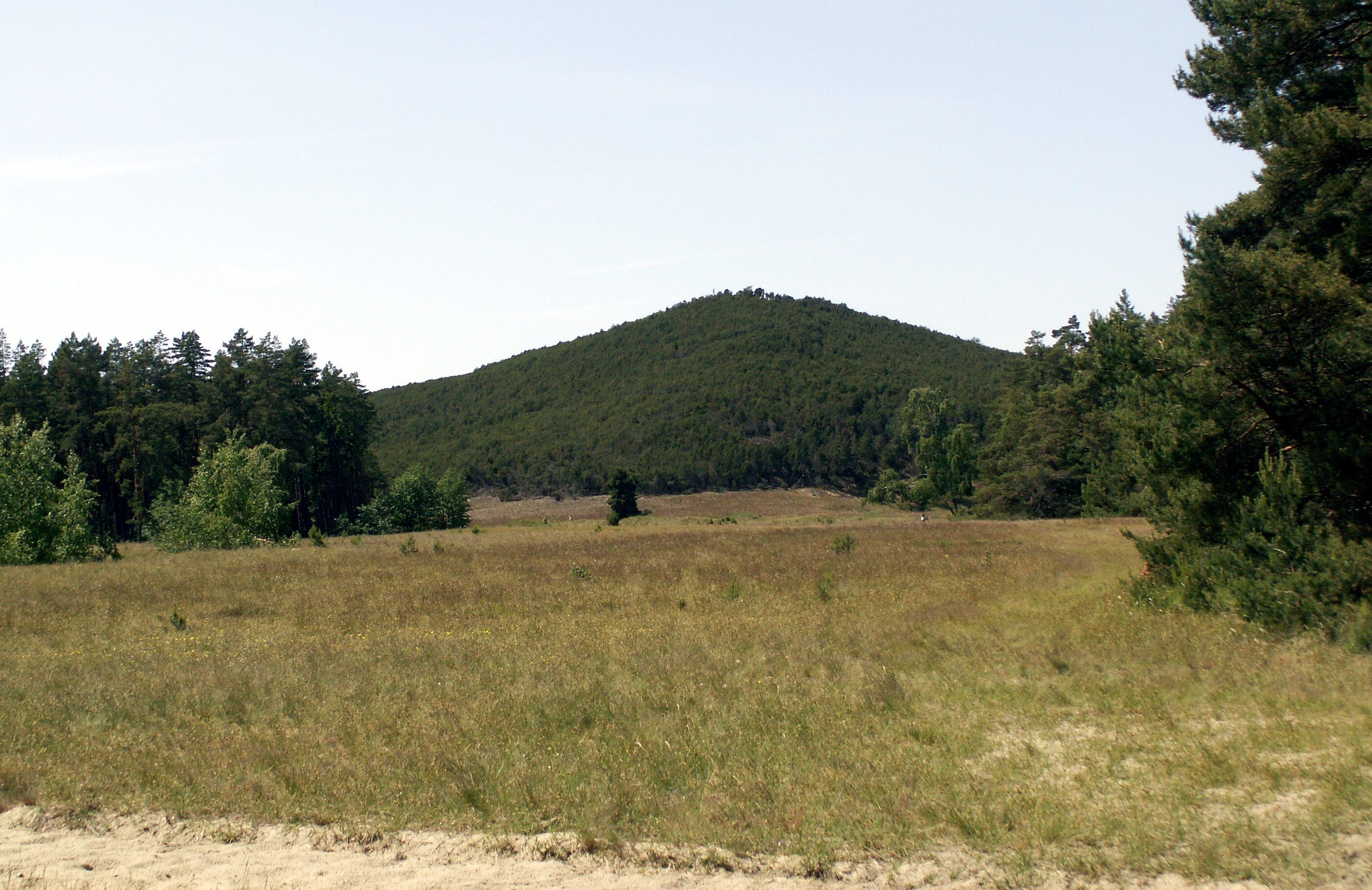
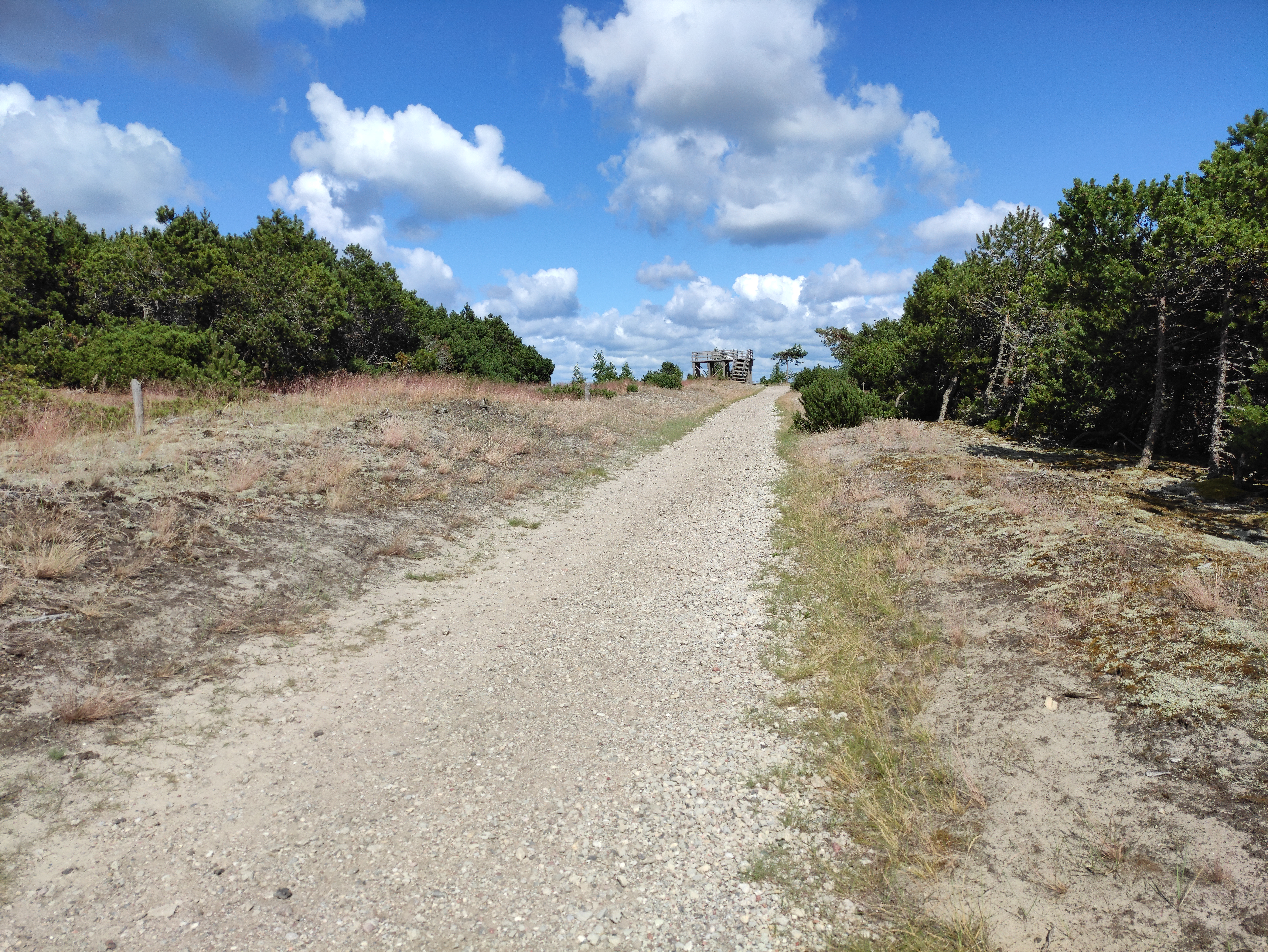
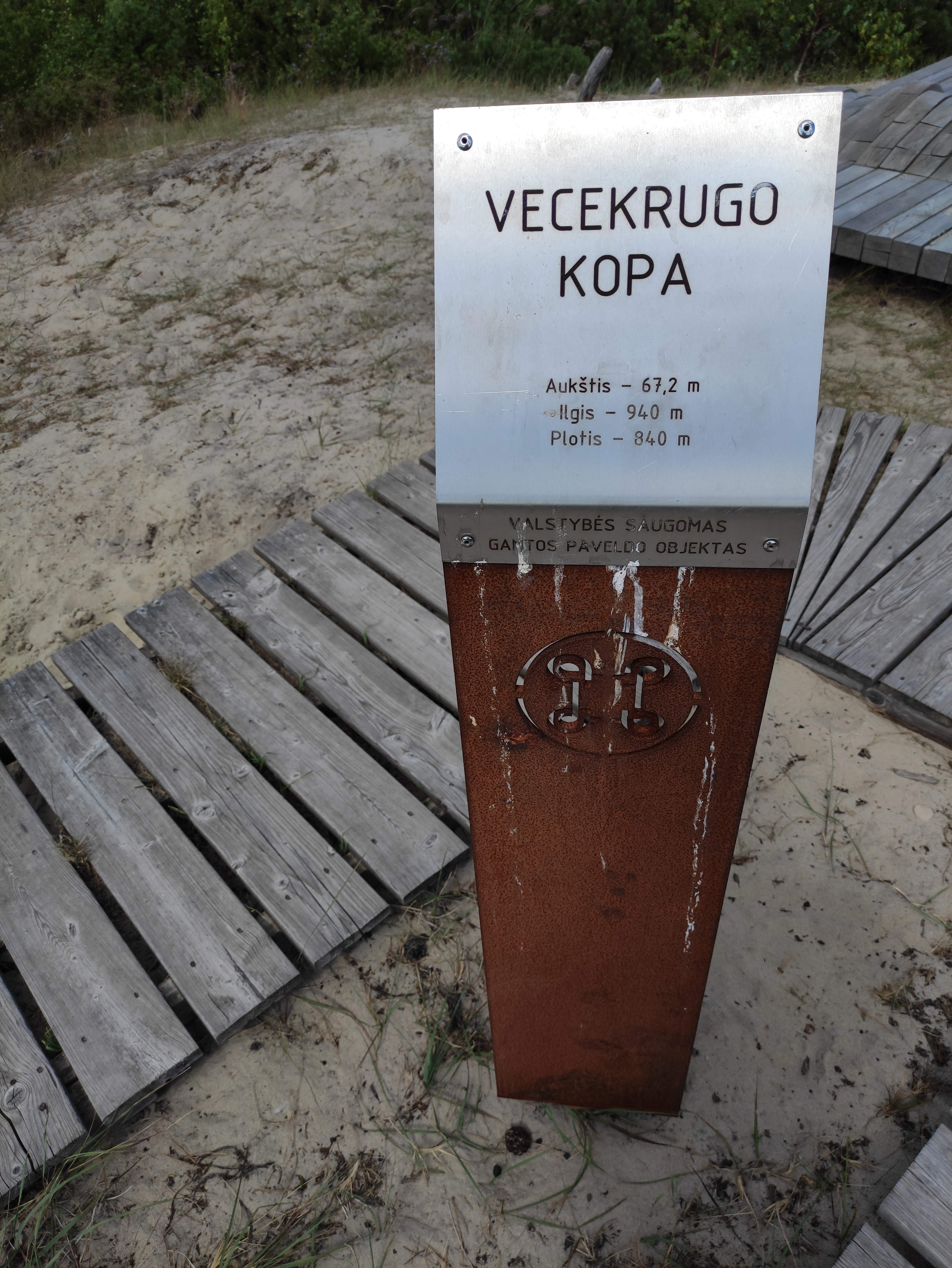
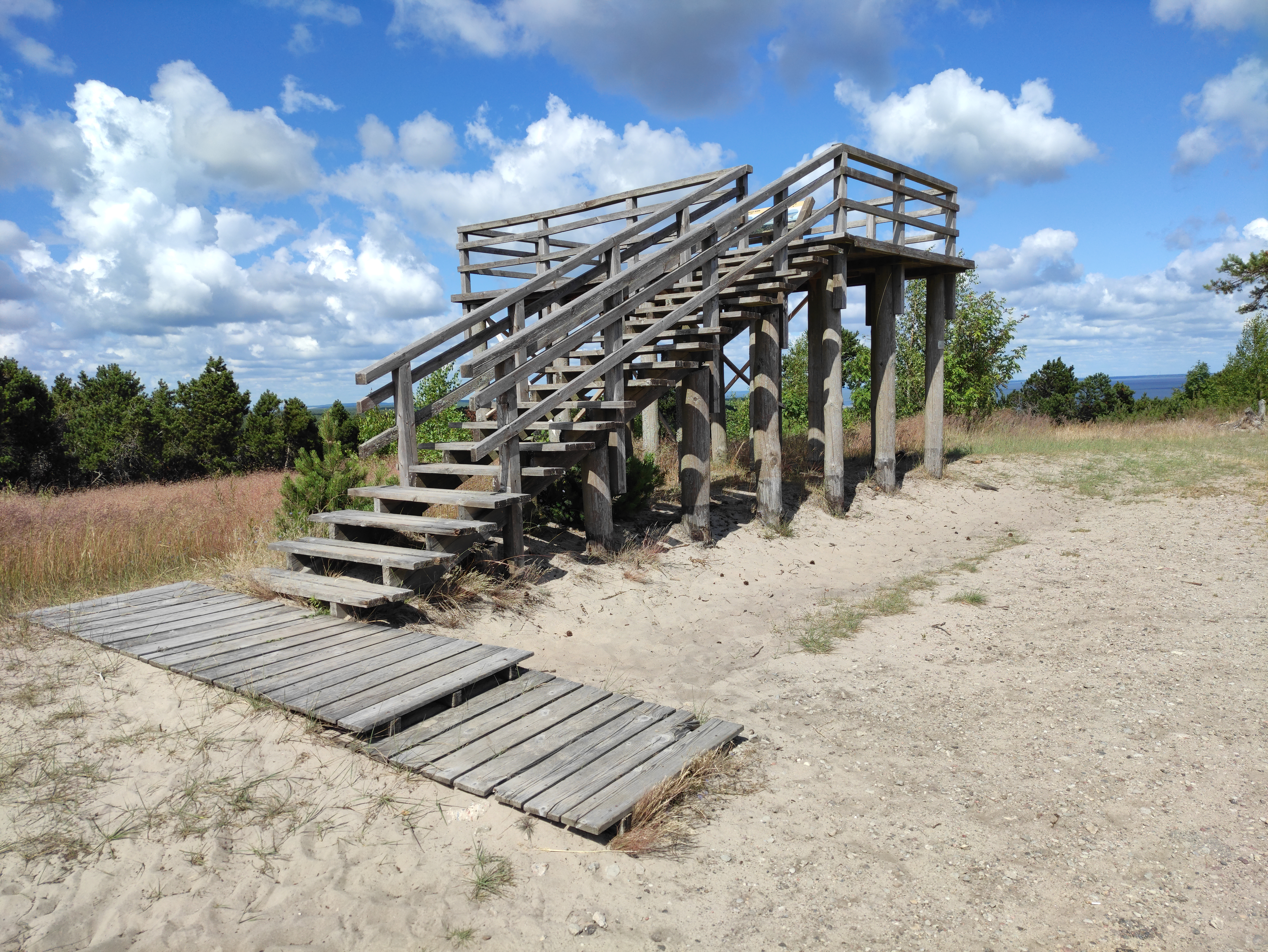